# Buster Keaton
Joseph Francis (Buster) Keaton (Piqua, Kansas, 4 oktober 1895 – Woodland Hills, Californië, 1 februari 1966) was een populaire en invloedrijke Amerikaanse acteur en regisseur van stomme films. Zijn handelsmerk was physical comedy met een stoïcijnse uitdrukking op zijn gezicht, wat hem de bijnaam "The Great Stone Face" opleverde. Zijn vernieuwende invloeden als regisseur droegen veel bij tot de ontwikkeling van de filmkunsten.
In een peiling uit 2002 onder 253 recensenten, schrijvers en regisseurs van Sight and Sound, het driemaandelijks tijdschrift van het British Film Institute, werd The General genoemd op plaats 15 van de lijst van beste films aller tijden.

## Levensloop

### Opgegroeid in de vaudeville
Keaton werd geboren in de wereld van de vaudeville, een soort luchtig theater en de voorloper van het moderne cabaret. Zijn vader, Joseph Hallie Keaton en de bekende goochelaar Harry Houdini reisden rond met een show, The Mohawk Indian Medicine Company, waarbij men merkgeneesmiddelen verkocht naast het podium. Keaton werd geboren in Piqua, in de staat Kansas, omdat daar de weeën van zijn moeder, Myra Edith Cutler, begonnen. Het pension waar hij ter wereld kwam werd later vernield door een tornado. Er is een gedenkplaat aangebracht en vlakbij is een klein Keaton-museum. Het dorpje Piqua is zo klein dat de jaarlijkse Buster Keaton-viering in het naburige Iola wordt gehouden.
Keaton kreeg zijn bijnaam "Buster" van Houdini, die zijn peetoom was. Houdini gaf hem deze bijnaam, nadat Keaton op de leeftijd van zes maanden van een trap viel zonder veel gevolgen. Indertijd betekende buster een tuimeling. Pas sinds Keatons successen werd het een voornaam, bijvoorbeeld voor het stripfiguurtje Buster Brown.
Toen Keaton drie jaar oud was, speelde hij mee in een show met zijn ouders onder de naam The Three Keatons; de show ging over hoe je een kind moet opvoeden. Myra speelde saxofoon en Joe en Buster acteerden. Buster moest ongehoorzaam zijn, waarop Joe hem tegen het decor of zelfs in het publiek gooide. De act werd versterkt naarmate Buster leerde om goed te landen. Hij liep zelden verwondingen of blauwe plekken op. Niettemin werden zijn ouders beschuldigd van kindermishandeling. Decennia later verklaarde Buster dat hij nooit werd mishandeld door zijn vader en dat de tuimelingen en physical comedy slechts een kwestie van techniek waren. In feite vond Buster het zo leuk, dat hij begon te lachen als zijn vader hem gooide. Toen duidelijk werd dat dat niet op veel opvolging kon rekenen in het publiek, leerde Buster zichzelf zijn kenmerkende onverstoorde blik aan.
De show ging in tegen wetten die kinderen niet toelieten om mee te spelen in vaudevilleshows. Ondanks dat en een desastreuze tournee van de English Music Halls werd Buster de rijzende ster in het theater, zozeer dat hij ook alle aandacht kreeg toen zijn broers en zusjes door Myra en Joe werden geïntroduceerd in de vaudeville.
Op de leeftijd van 21 jaar verliet Buster samen met zijn moeder zijn vader in Los Angeles, omdat de drankzucht van vader Joe de reputatie van de familie aantastte. Myra keerde terug naar het zomerhuis in Michigan, maar Buster reisde naar New York en stapte van de vaudeville in de wereld van de film.

### Stomme film

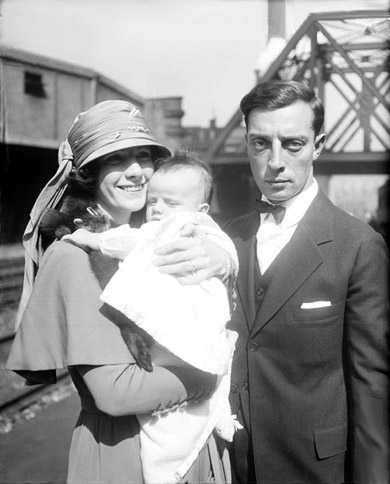
Buster Keaton en zijn gezin in 1922

In februari 1917 ontmoette Keaton Roscoe "Fatty" Arbuckle in de Talmadge-studio's in New York, waar Arbuckle een contract had met Joseph M. Schenck. Hij werd aangenomen als acteur en "gag-man". Later beweerde Keaton dat hij al gauw opklom tot Arbuckles tweede regisseur en directeur van de "gag-afdeling". Keaton en Arbuckle werden goede vrienden en bleven dat, ook nadat Arbuckle werd betrokken in een schandaal dat hem zijn carrière en gezinsleven kostte.
Na Keatons succesvolle samenwerking met Arbuckle gaf Schenck hem een eigen productiestudio, "The Keaton Studio". Hij maakte een reeks two-reel comedies (komische films met de duur van twee filmrollen), waaronder One Week (1920), Cops (1922), The Electric House (1922) en The Playhouse (1921). Met het succes van deze kortfilms kon hij langere films gaan maken. Met deze films van normale duur werd Keaton een van de bekendste komieken ter wereld. Hij was toen de op twee na populairste komiek in Amerika, na Charlie Chaplin en Harold Lloyd.
Keaton maakte gebruik van bewerkings- en omlijstingstechnieken die zijn tijd ver vooruit waren. Zijn stijl is tijdloos, in tegenstelling tot andere komieken uit de tijd van de stomme film, die nu duidelijk verouderd lijken.
Zijn meest bijblijvende films zijn Our Hospitality (1923), The Navigator (1924), Steamboat Bill Jr. (1928) en The General (1927). Laatstgenoemde film, die zich afspeelt tijdens de Amerikaanse Burgeroorlog, wordt beschouwd als Keatons chef d'œuvre, door zijn mengeling van physical comedy met Keatons voorliefde voor treinen. Helaas leverden vele van zijn meest toegejuichte films niet veel geld op aan de kassa, omdat het publiek Keaton niet zag als een ambitieuze filmartiest.
Bovendien fascineerde de technische kant van het filmmaken hem en hij was vooruitstrevend genoeg om geluidsfilms te produceren toen deze gemaakt konden worden en populair werden. Het feit dat hij een goede stem én jaren theaterervaring had, maakten dat hij zich gemakkelijker kon aanpassen aan de evolutie van de film dan bijvoorbeeld Charlie Chaplins zwijgende "Tramp"-karakter (de bekende zwerver met zwarte bolhoed), waarvan Chaplin dacht dat hij nooit het ontstaan van de geluidsfilm zou overleven.

### Huwelijken
In 1921 huwde Buster Keaton met Natalie Talmadge, een schoonzuster van Keatons baas, Joe Schenck, en zus van de actrice Norma Talmadge. Na de geboorte van hun tweede zoon verslechterde de relatie. Volgens Keatons autobiografie liet Natalie hem niet meer toe in de slaapkamer en huurde ze detectives in om te achterhalen wie hij buiten haar weten om zoal ontmoette. In 1932 scheidden Keaton en Talmadge. Zij nam zijn fortuin met zich mee en weigerde elk contact tussen Keaton en zijn zonen. Ongeveer een tiental jaren later kreeg hij hen weer te zien.
Een jaar na zijn eerste echtscheiding, in 1933, werd Mae Scriven zijn nieuwe echtgenote. Zij was een verpleegster die hem had verzorgd nadat hij zijn heil had gezocht in de drank - een periode waarvan hij zich later niets meer herinnerde. Toen ze scheidden in 1936, nam ze de helft van zijn bezittingen mee: de helft van elke bestekset, de helft van het meubilair, de helft van zijn boeken en zelfs Keatons favoriete sint-bernardshond, Elmer.
In 1940 trouwde Keaton met Eleanor Norris, een 23 jaar jongere dame. Zij redde zijn leven en zijn carrière. Alle vrienden waren tegen het huwelijk, maar het hield stand tot aan Keatons dood in 1966. Tussen 1947 en 1954 traden Keaton en Norris regelmatig op in het Cirque Medrano in Parijs in een erg populaire act met z'n tweeën.

### Geluidsfilm en televisie
Keatons filmstudio werd in 1928 opgekocht door MGM (Metro-Goldwyn-Mayer), een beslissing waar Keaton achteraf veel spijt van had. Hij moest nu functioneren in een systeem in de MGM-studio's dat hem maar matig beviel, aangezien hij meer vrijheid gewend was. Door de moeilijke aanpassing aan de studiosystemen werd Keaton alcoholist. Zijn carrière raakte in enkele jaren in het slop en Keaton werkte in het merendeel van de jaren 30 teruggetrokken; hij schreef gags voor verschillende MGM-films, vooral voor films van The Marx Brothers - ook voor At the Circus (1939) en Go West (1940) — en voor films van Red Skelton.
Zelf maakte hij ook zijn opwachting in films, waaronder het bekende Sunset Boulevard (1950), It's a Mad, Mad, Mad, Mad World (1963) en A Funny Thing Happened on the Way to the Forum (1966). Hij had ook een cameo in Charlie Chaplins film Limelight (1952). Gedurende twee minuten delen Keaton en Chaplin in die film het scherm - de enige keer in hun loopbaan - als ze twee ouder wordende, voormalige vaudevillesterren spelen die een beetje van hun vroegere glorie proberen terug te winnen; Chaplins en Keatons topperiode lag toen ook al tientallen jaren achter hen. Keaton merkt evenwel op: "If one more person tells me this is just like old times, I swear I'll jump out the window." ("Als nog één persoon me vertelt dat dit net de goede oude tijd lijkt, spring ik uit het venster en dat meen ik.")
Hij kreeg twee televisieseries, The Buster Keaton Show (1950) en Life with Buster Keaton (1951). Ondanks het succes stopte hij de series omdat hij onvoldoende materiaal kon maken om elke week een nieuwe show uit te zenden. Hij vond ook vast werk als acteur voor reclamespotjes op tv, maar hij geloofde zelf dat "Buster Keaton" verleden tijd was. Zijn stomme films kenden een heropleving in de late jaren 50 en de vroege jaren 60. Een jaar voor zijn dood speelde Keaton voor het Canadese National Film Board mee in een kortfilm, The Railrodder (1965), waarin hij opnieuw zijn onverstoorde stijl oppikte, die hem zo succesvol had gemaakt in de jaren 20. Ook speelde hij de hoofdrol in Samuel Becketts enige filmproject, Film (1965).

### Overlijden
Keaton leed aan longkanker. Zijn vrouw en dokters wendden voor dat het een chronische bronchitis was; hij vernam nooit dat hij aan kanker zou overlijden. Waarom ze dit niet vertelden, is onduidelijk, maar het is bekend dat Keaton in zijn dagelijks leven afhankelijk was van anderen. Aangezien hij bij de eerste diagnose terminaal ziek werd verklaard, dacht men misschien dat hij zou stoppen met zijn werk wanneer hij het nieuws over de longkanker vernam. 
Keaton genoot het meest van acteren, zowel in films als voor een livepubliek (zijn hobby, modeltreintjes, buiten beschouwing gelaten).
Buster Keaton overleed op 1 februari 1966 en ligt begraven in de Forest Lawn, op het Hollywood Hills-kerkhof in Los Angeles, Californië.

## Invloeden en nalatenschap
Buster Keaton, Charlie Chaplin en Harold Lloyd worden herinnerd als de grote komische vernieuwers van vóór het ontstaan van de geluidsfilm. Velen beschouwen Keaton als de grootste van de drie, hoewel Keaton zelf nooit zo'n vergelijking heeft geopperd. Hij genoot erg van Lloyds films en prees Chaplin vaak voor diens geniale invallen.
Keaton kreeg twee sterren op de Hollywood Walk of Fame: nummer 6619 voor zijn films en nummer 6321 voor zijn televisiewerk. In 1994 kreeg hij een Amerikaanse postzegel die was ontworpen door de karikaturist Al Hirschfeld.
Veel acteurs en filmmakers werden geïnspireerd door Keaton, onder wie Alec Guinness, Peter Sellers, Blake Edwards en Jackie Chan.

## Dvd's
- Kino Video Studio (2001): The Art Of Buster Keaton, 10-dvd-set.
- Arte video (2001): Buster Keaton 1917-1923, 4-dvd-set.